# 陳理
陳 理（ちん り、1351年 - 1408年）は、元末に建立した陳漢の第2代皇帝。陳友諒の次男。

## 生涯

### 鄱陽湖の戦い
大定3年（1363年）の鄱陽湖の戦いで、敵の総帥朱元璋により父が戦死し、兄で皇太子の陳善が捕らえられた。太尉の張定辺は、夜に紛れて陳友諒の遺体と陳理を護衛しつつ、船で武昌に逃げ帰った。

### 陳漢の滅亡
武昌に帰った陳理は帝位を継承し、徳寿と改元した。同年冬、朱元璋は武昌に遠征し、徳寿2年（1364年）2月にも再び遠征した。陳漢の丞相だった張必先が岳州から武昌に来援して、洪山に駐屯したが、常遇春がこれを攻撃して捕虜にし、城下で引き回した。張必先は勇敢な武将で信頼も厚かったため、城中の人は大いに恐れ、投降する者が増加した。朱元璋は陳漢の旧臣だった羅復仁を派遣し、陳理を招聘させた。
朱元璋は、ひれ伏したままで顔を上げようとしない陳理を抱き起こしてその手を握り、「私はお前を罪に落としたりしない」と言った。倉庫の財物を好きなだけ陳理に取らせ、凱旋してから帰徳侯に封じた。
祖父の陳普才には陳友諒を含め5人の息子がいた。武昌を平定した朱元璋は、陳普才を承恩侯、長男の陳友富を帰仁伯、次男の陳友直を懐恩伯に封じた。鄱陽湖の戦いで陳友諒とともに戦死した陳友仁には康山王を追贈し、役所に命じて廟を建てて弟の陳友貴とともに祀らせた。

### 高麗へ
陳理は応天府に住んだが、やがて鬱々として恨み言を言うようになった。洪武帝となっていた朱元璋は、「今は童児の小さな愚痴に過ぎないだろうが、小人がたぶらかし、朕の恩誼を忘れるようなことが起こるかもしれない。やはり遠方に置くべきである」と言い、洪武5年（1372年）に陳理と夏の皇帝であった帰義侯明昇の2人を属国の高麗に移し、元の降臣である枢密使延安答理（エンアンダリ）に護送させた。同時に、高麗の恭愍王に羅綺（薄絹と綾絹）を与えて十分に監視させたという。
また、陳普才たちも滁州に移封された。